# 達瑪拉龍
達瑪拉龍（學名："Damalasaurus"）是蜥腳下目恐龍的一屬，是種草食性恐龍，但其準確的分類卻不清楚。達瑪拉龍的化石是被發現於中國西藏，生存年代為侏羅紀中期的巴裘階，約1億7500萬至1億6000萬年前。
模式種是寬肋達瑪拉龍（"D. laticostalis"），其化石是在西藏發現，是一個肋骨。第二個物種是大達瑪拉龍（"D. magnus"）。兩個物種都是由趙喜進在1985年提及的名稱，但都沒有被完整的描述，目前是一個無資格名稱。

## 外部連結
- 恐龍百科全書 （页面存档备份，存于）
- Sauropod Vertebrate Pictures Of the Year- Zhao's nomina nuda （页面存档备份，存于）
- 達瑪拉龍
- 恐龍博物館──達瑪拉龍